# Opel Frontera
Opel Frontera este un vehicul off-road fabricat de producătorul german Opel din 1991 până în 2004.
În 2024, Opel, deținut acum de Stellantis, a reînviat numele Frontera pentru a fi folosit pe un crossover mic.